# Hurum
Hurum est une ancienne  kommune de Norvège, située dans le comté de Buskerud.
Le 1er janvier 2020 elle a été intégrée à la municipalité d'Asker.